# Sphaerostephanos heterophyllus
Sphaerostephanos heterophyllus là một loài dương xỉ trong họ Thelypteridaceae. Loài này được Carl Borivoj Presl mô tả khoa học đầu tiên năm 1851.